# Rzeczyca (gmina Rzeczyca)
Rzeczyca – wieś (dawniej miasto) w Polsce, położona na pograniczu Równiny Piotrkowskiej i Doliny Białobrzeskiej, w województwie łódzkim, w powiecie tomaszowskim, w gminie Rzeczyca.
Miejscowość jest siedzibą gminy Rzeczyca. W latach 1975–1998 miejscowość należała administracyjnie do województwa piotrkowskiego.

## Historia
Wieś królewska tenuty inowłodzkiej, położona w powiecie brzezińskim województwa łęczyckiego w końcu XVI wieku. Rzeczyca uzyskała lokację miejską przed 1775 rokiem, zdegradowana przed 1793 rokiem.
W II poł. XVIII wieku mieszkał tu Jędrzej Kitowicz, znany kronikarz, który zasłynął swoimi Pamiętnikami.
W 1839 r. dobra rzeczyckie zostały nabyte przez Ludwika Jana Lewińskiego i Wiktorię z domu Żmichowską. Wiktoria była siostrą pisarki Narcyzy Żmichowskiej, która przebywając w Rzeczycy w latach 1842–1845 napisała swoje największe dzieło Poganka, a także prowadziła nielegalną szkołę wiejską. W latach 1852 i 1853 we dworze w Rzeczycy gościł Oskar Kolberg.
W 1857 roku majątek Rzeczyca nabył Wincenty Szweycer. Po jego śmierci (1872) majątek przejął jego młodszy syn Michał Teofil Szweycer (1843–1919), a następnie wnuk Michał Szweycer (1885–1959), właściciel majątku Rzeczyca, Lubocz i Bartoszówka. Majątek Rzeczyca należał do rodziny Szweycerów do 1945, kiedy uległ konfiskacie.
 przez miejscowość biegnie Łódzka magistrala rowerowa (ukł, W-E).

## Zabytki
Według rejestru zabytków Narodowego Instytutu Dziedzictwa na listę zabytków wpisane są obiekty:
- kościół parafialny pw. św. Katarzyny, 1890–1891, nr rej.: A/24 z 15.11.2005
- cmentarz kościelny, jw.
- park dworski, nr rej.: 796 z 27.12.1967
- karczma, nr rej.: 797 z 27.12.1967

## Ludzie związani z Rzeczycą
- Jędrzej Kitowicz (1728-1804)
- Narcyza Żmichowska (1819–1876)
- Józef Kępa (1928–1998) – historyk, działacz komunistyczny, wicepremier (1976–1979)[11].

Z Rzeczycą związana jest również rodzina aktorów – Cezarego i Radosława Pazury oraz przodkowie aktorki Małgorzaty Sochy. Jej prapradziadek Antoni Król s. Wojciecha i Urszuli z d. Stępień w dniu ślubu 23 września 1860 r. w Rzeczycy był gajowym dworskim. Jego wybranką była szlachetnie urodzona Marianna Gębska c. Jędrzeja i Julianny z d. Babska z Nart par. Biała Rawska (akta USC parafii w Rzeczycy).